# Stevan Ostojić
Stevan Ostojić (Ostojićevo, 20 agosto 1941 – Belgrado, 15 maggio 2022) è stato un allenatore di calcio e calciatore jugoslavo.

## Carriera

### Giocatore
Inizia la carriera da calciatore nel Radnički Niš mettendo in mostre fin da giovane buone doti realizzative. Proprio il suo fiuto del gol gli vale l'ingaggio, nel 1964, da parte della Stella Rossa di Belgrado, dove, rimane, con una breve parentesi in Francia, al Monaco, nella seconda parte della stagione 1969-1970, fino al 1971, vincendo due campionati della RSF di Jugoslavia, altrettante Coppe di Jugoslavia, e la Coppa Mitropa 1968.
Si trasferisce quindi in Turchia, al Fenerbahçe, club nel quale milita due anni.
Nel 1974 si trasferisce negli Stati Uniti d'America, giocando con gli S.J. Earthquakes, con cui raggiunge nella NASL 1974 i quarti di finale del torneo.

### Allenatore
Tra il 1981 e il 1983 ha guidato la Stella Rossa, vincendo la Coppa di Jugoslavia 1982.

## Palmarès

### Giocatore
- Prva Liga (Jugoslavia): 2

Stella Rossa: 1967-1968, 1968-1969
- Coppa di Jugoslavia: 2

Stella Rossa: 1968, 1971
- Coppa Mitropa: 1

Stella Rossa: 1968

### Allenatore
- Coppa di Jugoslavia: 1

Stella Rossa: 1982